# Jean Eugène Gaston Lemaire
Jean Eugène Gaston Lemaire (Verrières-le-Buisson (Essonne), 9 de setembre de 1854 - se suïcidà llançant-se al riu Sena a Boulogne-sur-Seine (Hauts-de-Seine) el 9 de gener de 1928) fou un compositor del romanticisme.
Estudià en l'Escola Niedermeyer i es donà conèixer per la publicació d'algunes melodies i composicions per a piano i de música religiosa, havent-se dedicat més tard al teatre, al qual va donar nombrosos balls i operetes, poden citar entre els primers el titulat Féminissima, que fou representada en l'Òpera Còmica (1902).